# Gerhard Potcamp
Gerhard Potcamp (Borne, 1641 - Leiden, 16 december 1705) was apostolisch vicaris van de Hollandse Zending in 1705.
Gerhard Potcamp was aartspriester van Lingen, en samen met alle andere aartspriesters ondertekende hij in 1701 een smeekschrift ten gunste van apostolisch vicaris Petrus Codde, die wegens zijn jansenistische sympathieën omstreden was. Na diens schorsing door Rome weigerde Potcamp aanvankelijk het gezag van zijn opvolger Theodorus de Kock te erkennen, maar in 1704 gaf hij alsnog zijn steun. Toen De Kock ook aftrad om een scheuring in de kerk te voorkomen werd Potcamp als onpartijdig buitenstaander tot apostolisch vicaris benoemd. Reeds door ziekte verzwakt heeft Potcamp niet veel kunnen betekenen om de vrede te bevorderen: hij stierf al in het jaar van zijn benoeming.
- International Standard Name Identifier: 0000 0003 9645 6346
- Nederlandse Thesaurus van Auteursnamen: 148491480
- Virtual International Authority File: 291409502
- WorldCat: E39PBJr3mx8rTVG8RYbf8chyh3